# Bisbat de Tarassona
El bisbat de Tarassona (castellà: diócesis de Tarazona; llatí: Dioecesis Turiasonensis) és un dels bisbat de l'Església Catòlica a l'Aragó, sufragani de l'Arquebisbat de Saragossa. El 2014 tenia 72.050 batejats al voltant de 75.000 habitants. Actualment està regida pel bisbe Eusebio Hernández Sola, O.A.R.
És una de les diòcesis amb menys població de tot Espanya i una de les més antigues. La seva existència està documentada com a mínim des de l'any 449, i ha estat una diòcesi d'una gran importància estratègia, car els seus dominis ocupaven territoris de tres regnes diferents: Castella, Navarra i Aragó. Els seus límits originals es corresponien en l'anomenada "divisió de Wamba". Després de la conquesta, els seus límits foren retocats lleugerament i el 1130 tornaren a ser modificats, quedant així delimitats fins al 1956.
Els tres Papes espanyols han tingut relació directa o indirecta amb la diòcesi de Tarasona: Benet XIII d'Avinyó va néixer a Illueca, localitat de la diòcesi; i Calixt III i Alexandre VI, ambdós de la Borgies, originaris del municipi de Borja, també de la diòcesi.

## Territori
La diòcesi comprèn la part nord-occidental de la província de Saragossa. És una diòcesi de caràcter eminentment rural, amb una població propera a les 75.000 persones, tot i que en un lleuger retrocés.
La seu episcopal és la ciutat de Tarassona, on es troba la catedral de Nostra Senyora de l'Horta.
Està dividida en 139 parròquies, agrupades en 5 arxiprestats:
- Tarassona
- Huecha
- Baix Jalón
- Calataiud
- Alt Jalón

## Història
No es coneix exactament el moment de la fundació de la diòcesi. La primera notícia històrica sobre l'existència d'un bisbe a la ciutat és de l'any 449, quan el bisbe Lleó mort a mans de tropes bagaudes a la llavors Catedral de Santa Maria Magdalena. Des de l'any 465 apareixen alguns dels seus bisbes entre els assistents als Concilis de Toledo. Originàriament era sufragània de l'arquebisbat de Tarragona.
Després de la invasió àrab la diòcesi desapareix, però és restaurada al segle xii quan Alfons I. La diòcesi llavors s'estenia per territoris de les actuals províncies de Saragossa, Navarra, Sòria i La Rioja. En el moment immediatament posterior a la reconquesta de la ciutat es començà a construir l'actual catedral, que al segle xiv, durant la guerra dels dos Peres, va patir greus desperfectes i com a conseqüència van haver-se de fer importants obres.
El 1130 el concili de Burgos imposà algunes variacions territorials a la diòcesi, donant-li la conformació geogràfica que quedaria inalterada fins al 1956.
El 1318 passà a formar part de la província eclesiàstica de l'arquebisbat de Saragossa.
Des de l'edat mitjana, la diòcesi de Tarassona comprengué el territori de la comarca de Tudela; i un cop constituïda la diòcesi de Tudela, des del 17 de juliol de 1889 els bisbes de Tarassona van ser nomenats administradors apostòlics de la diòcesi de Tudela fins al 2 de setembre de 1955, quan aquesta va quedar assignada administrativament a la de Pamplona, en virtut del decret Initis inter de la Congregació Consistorial que seguí a la signatura del Concordat entre la Santa Seu i el govern espanyol.
El 1956 es reestructurà la diòcesi, i tots els territoris que no pertanyien a la província de Saragossa s'incorporaren a altres diòcesis. El Papa Pau VI decidí marcar la frontera amb la resta de diòcesis aragoneses al riu Jalón.
Calataiud, que és la ciutat més gran de la diòcesi amb 21.000 habitants (davant els 11.000 de Tarassona), ha intentat sense èxit en diverses ocasions que s'elevi al rang de cocatedral una de les dues col·legiates que hi ha a la ciutat (la Col·legiata de Santa Maria la Major i la Col·legiata del Sant Sepulcre), i que la diòcesi passés a anomenar-se Tarassona-Calataiud.

## Patrimoni
La catedral és d'estructura gòtica, interior renaixentista i reminiscències mudèjars. Després de diverses dècades tancada al culte i al turisme per obres estructurals, tornà a ser consagrada el 2011. El Palau episcopal, també a Tarassona, és una altra de les joies de la diòcesi. L'església de Maluenda destaca per les seves importants pintures mudèjars. Existeixen col·legiates a Calataiud i a Borja. A més, la diòcesi conserva un important arxiu musical de l'època dels Reis Catòlics.

## Estadístiques
A finals del 2014, la diòcesi tenia 72.050 batejats sobre una població de 75.000 persones, equivalent al 96,1% del total.
| any  | població | població | població | sacerdots | sacerdots       | sacerdots       | sacerdots             | diaques | religiosos | religiosos | parroquies |
| ---- | -------- | -------- | -------- | --------- | --------------- | --------------- | --------------------- | ------- | ---------- | ---------- | ---------- |
| any  | batejats | total    | %        | total     | clergat secular | clergat regular | batejats por sacerdot | diaques | homes      | dones      |            |
| 1950 | 180.426  | 180.426  | 100,0    | 396       | 313             | 83              | 455                   |         | 287        | 849        | 148        |
| 1970 | 112.568  | 112.586  | 100,0    | 185       | 171             | 14              | 608                   |         | 28         | 428        | 147        |
| 1980 | 96.500   | 96.800   | 99,7     | 147       | 137             | 10              | 656                   |         | 13         | 329        | 142        |
| 1990 | 89.490   | 89.830   | 99,6     | 120       | 106             | 14              | 745                   |         | 20         | 314        | 141        |
| 1999 | 79.341   | 80.520   | 98,5     | 100       | 87              | 13              | 793                   |         | 13         | 261        | 139        |
| 2000 | 77.424   | 78.670   | 98,4     | 99        | 84              | 15              | 782                   |         | 15         | 253        | 139        |
| 2001 | 75.890   | 77.250   | 98,2     | 83        | 83              |                 | 914                   |         |            | 238        | 139        |
| 2002 | 76.709   | 79.193   | 96,9     | 79        | 79              |                 | 971                   |         |            | 248        | 138        |
| 2003 | 78.208   | 80.582   | 97,1     | 74        | 74              |                 | 1.056                 |         |            | 215        | 138        |
| 2004 | 80.583   | 83.220   | 96,8     | 80        | 78              | 2               | 1.007                 |         | 2          | 202        | 138        |
| 2010 | 74.250   | 87.505   | 84,9     | 96        | 92              | 4               | 773                   |         | 4          | 155        | 140        |
| 2014 | 72.050   | 75.000   | 96,1     | 82        | 73              | 9               | 878                   |         | 9          | 141        | 139        |